# بخش لیبرتی (شهرستان هنکوک، اوهایو)
بخش لیبرتی (به انگلیسی: Liberty Township) یک منطقهٔ مسکونی در ایالات متحده آمریکا است که در شهرستان هنکاک، اوهایو واقع شده‌است.
 بخش لیبرتی ۷۶٫۰ کیلومتر مربع مساحت و ۶٬۶۶۰ نفر جمعیت دارد و ۲۳۳ متر بالاتر از سطح دریا واقع شده‌است.